# Marko Čuljat
Marko Čuljat (Ričice, općina Lovinac, 1948.) hrvatski je novinar, publicist i izdavač.

## Životopis

### Školovanje
Nakon gimnazije diplomirao je razrednu nastavu na Pedagoškoj akademiji u Gospiću. 

### Karijera
U novinarstvu je od polovice 1970. kad je postao prvi TV dopisnik i filmski snimatelj iz Like za TV Zagreb a dio vremena radio je i na lokalnom Radio Gospiću. Zatim je od početka 1971. novinar Ličkih novina, a od 1976. Ličkog vjesnika gdje je bio novinar, urednik, te direktor i glavni odgovorni urednik Novinsko izdavačke ustanove (NIU) Lički vjesnik u dva mandata (1976. – 1985.). Prvi elektronski prijenos slike iz Gospića, odnosno Like, ostvario je 8. srpnja 1991. iz Gospića za HTV Zagreb (SVHS snimak) a zatim je za HTV slao i prve kadrove rata na gospićkom području – napad na Barlete 22. srpnja 1991. Od 1992. godine dopisnik je Večernjeg lista Zagreb za koji je 1996. ostvario prvi prijenos digitalne crno-bijele fotografije (izrađene s filma) iz Gospića u Zagreb.
Uredio je dva Lička kalendara (1976. i 1996.). Stručni je suradnik knjige Turističkog saveza Like Turistički vodič kroz Liku 1980. koji je objavljen i u spiralnom uvezu, te u prijevodu na engleski i njemački 1981. U vodiču je objavio 41 fotografiju pretežno u boji. Godine 1990. uredio je i snimio fotografije za katalog Galerija Slavica Stipe Golca u Ribniku. U periodu od 1978 do 1989. uredio je četiri telefonska imenika Like. Uredio je i pripremio za tisak ili izdao dio knjiga književnika Grge Rupčića, knjigu Podlapac prof. Jure Karakaša. 
Pokretač je i prvi urednik 1994. časopisa Možemo sve Društva multiple skleroze u Rijeci čiji je rad obnovio na Neurološkoj klinici KBC-a Rijeka. Bio je urednik knjige Pozdrav iz Gospića Muzeja Like (1997.) gdje je više godina bio član odbora i urednik i grafički urednik kataloga Ličkog likovnog anala (Likanala). Bio je grafički urednik zbirki pjesama Marije Seke Milinović U pjesmi ću ostati, Gospić, 1995. i u Pjesmi sam …, Gospić 1997. 
Objavio je vodič Lika priča ljepotom, izašlo je pet izdanja od kojih je i jedno 2000. i suradnji sa Strijelcem Zagreb na CD-u (digitalno) s 279 autorskih fotografija. Uredio je i izdao 2007. u digitalnom tisku kolor vodič Gospić i okolica iz novinarskog bloka. Autor je i izdavač Ričnika ličke ikavice 2004. U depilijanu Terra viva arheološkog postava Muzeja Like u Gospiću 2004. objavio 19 digitalnih fotografija. Uredio je i izdao knjigu Jasminke Brala Mudrovčić Putevima hedonizma-komediografski rad Milana Begovića koja je izašla 2006. 
Fotografije i tekstove objavio u brojnim knjigama, udžbenicima, časopisima, novinama, monografijama, prospektima, vodičima, razglednicama, čestitkama i kalendarima.